# Wohnhaus Rupp
Das Wohnhaus Rupp ist ein Bauwerk des Expressionismus in Eilenburg mit der Anschrift Torgauer Straße 1a. Ende der 1920er-Jahre erbaut gehört es zu den herausragenden Bauten seiner Zeit in Eilenburg. Aufgrund der künstlerisch hervorragenden Architektur, der Stadtbild prägenden Bedeutung und seiner originalen Bausubstanz ist das Wohnhaus ein eingetragenes Kulturdenkmal in der Denkmalliste des Landesamtes für Denkmalpflege Sachsen (Objektnummer 08973284).

## Lage
Das Wohnhaus Rupp liegt im Stadtteil Mitte in Eilenburg in städtebaulich markanter Lage am Abzweig der Straße Samuelisdamm von der Torgauer Straße. Das Grundstück liegt außerhalb der Altstadt in der ehemaligen Vorstadtgemeinde Torgauer Steinweg, die 1856 nach Eilenburg eingemeindet wurde. Auf der Fläche befand sich früher die Scharfrichterei. Das Umfeld ist geprägt von der weitgehend geschlossenen Wohn- und Geschäftsbebauung der Torgauer Straße im Westen, dem Stadtfriedhof Eilenburg im Norden, der Torgauer Brücke und der Muldenaue im Osten sowie einer Mehrgeschosswohnsiedlung aus der Zeit von Ende der 1920er- bis Anfang der 1930er-Jahre im Süden. Im Verlauf des Samuelisdamms schließt sich ein Plattenbauwohnblock aus der DDR-Zeit an.

## Geschichte
Im Jahr 1852 erwarb der aus einer alteingesessenen Eilenburger Familie stammende Tierarzt August Eduard Rupp das damals noch außerhalb der Stadt gelegene Grundstück. Die Vorbesitzer betrieben hier eine Abdeckerei. Das Grundstück war damals bebaut mit zwei Wohnhäusern, eines davon mit Pferdestall sowie einer Scheune, die allesamt heute nicht mehr vorhanden sind. In zweiter Generation war das Grundstück im Besitz des Ziegeleibesitzers und Stadtrats Anton Julius Rupp. Julius Rupp erwarb 1889 das ehemalige Vorwerk Kültzschau und verkaufte schließlich 1918 alle Besitzungen bis auf das Grundstück in der Torgauer Straße 1. Sein Sohn, der Arzt Johannes Rupp, ließ auf dem als Garten genutzten Teil des Grundstücks an der Ecke zum Samuelisdamm 1929 das neue Wohnhaus Torgauer Straße 1a für seine Familie errichten. Später wurde das Grundstück innerhalb der Familie geteilt.
Die Familie Rupp verließ später Eilenburg. Während der DDR-Zeit wurde das Gebäude als Mietswohnhaus genutzt. Nach der Wende befand sich hier für kurze Zeit die Geschäftsstelle der AOK. Heute beherbergt es eine Repräsentanz der Deutschen Vermögensberatung.

## Baubeschreibung
Das Wohnhaus wurde als freistehender zweigeschossiger und unterkellerter Bau auf quadratischem Grundriss errichtet. Das mit dunkel gebrannten Klinkern errichtete Haus kann sowohl zeitlich als auch stilistisch dem Backsteinexpressionismus zugeordnet werden. Die Gebäudeecken hin zum Samuelisdamm sind mit Standerkern betont. Das Portal, dass sich zum Hof hin öffnet, ist als Auslucht mit darüber liegendem Balkon ausgeführt. Erreichbar über eine Freitreppe mit Mauereinfassung ist der Eingangsbereich von zwei rautenförmigen Fenstern flankiert. Die Fenstergewände der Nord- und Ostfassade weisen ein stark herausgestelltes Dreikantprofil auf. Die auskragende Traufe trägt ein Walmdach mit Krempziegeldeckung. Die originalen Einfriedungspfeiler sind in Sichtklinker ausgeführt worden, wobei die die Einfahrt markierenden Pfeiler besonders mächtig sind. Fenster und Türen sowie Fenstergitter und Geländer sind nicht mehr original.